# Hiekkasaari (ö i Södra Savolax, S:t Michel, lat 61,50, long 27,45)
Hiekkasaari är en ö i Finland. Den ligger i sjön Saimen och i kommunen Sankt Michel i den ekonomiska regionen  S:t Michel och landskapet Södra Savolax, i den södra delen av landet, 200 km nordost om huvudstaden Helsingfors. Öns area är 4,6 hektar och dess största längd är 370 meter i nord-sydlig riktning.